# Prionolabis hospes
Prionolabis hospes är en tvåvingeart som först beskrevs av Egger 1863.  Prionolabis hospes ingår i släktet Prionolabis och familjen småharkrankar. Inga underarter finns listade i Catalogue of Life.